# Arijon Ibrahimović
Arijon Ibrahimović (albansk: Arijon Ibrahimi, født 11. december 2005) er en tysk professionel fodboldspiller, der spiller for Bundesliga-klubben Bayern München.

## Klubkarriere

### Ungdomskarriere
Arijon begyndte at træne med førsteholdet i preseasonen for 2021-22-sæsonen.
I september 2022 blev han kåret af The Guardian som en af de bedste fodboldspillere født i 2005 i verden.

### Bayern München
I januar 2023 debuterede Arijon  for førsteholdet i en træningskamp imod Red Bull Salzburg sammen med andre Bayern München akademispillere såsom Johannes Schenk, Tarek Buchmann, Yusuf Kabadayi og Lovro Zvonarek. Han blev skiftet ind i anden halvleg for at erstatte Jamal Musiala, og scorede klubbens andet mål i kampen, da RB Salzburg førte kampen 3-1. Kampen endte 4-4.
Den 17. januar 2023 forlængede han med Bayern München til 2025, og blev officielt rykket op til førsteholdet.
Den 11. februar 2023 debuterede han i Bundesliga i en 3-0 sejr over VfL Bochum, og blev skiftet ind i det 77. minut for at erstatte Leroy Sané, og blev dermed den næstyngste spiller for at debutere for klubbens førsteholdet bagved Paul Wanner.
Den 2. juli 2024 forlængede han med Bayern München til 2027.

### Frosinone
Den 1. september 2023 blev Arijon lejet ud til Serie A-klubben Frosinone med en mulighed for at gøre skiftet permanent ved slutningen af sæsonen.